# Olea hainanensis
Espèce
Classification phylogénétique
Olea hainanensis H. L. Li, J. Arnold Arbor 1944 est une espèce de plantes à fleurs de la famille des Oleaceae et du genre Olea (en langue chinoise translittérée : hai nan mu xi lan). C'est un arbuste ou un arbre qui pousse en Asie en Chine, au Laos et au Vietnam.

## Description

### Appareil végétatif
C'est un arbre ou un arbuste de 3 à 30 m de haut. Il est polygamo-dioïque, glabre ou avec une pubérulence limitée aux inflorescences. Les petites branches sont sub-cylindriques et allongées (« terete »).
Le pétiole des feuilles mesure de 5 à 10 mm. Le limbe des feuilles est oblong-elliptique ou légèrement lancéolé, largement ainsi ou ovale, 8 à 16 cm × 2,5 à 5,5 cm, coriace, la base en coin, la marge irrégulière partiellement dentelée, carrément ainsi ou subentière, l'apex est acuminé. Les nervures primaires sont au nombre de 7 à 9 de chaque côté de la nervure centrale, aplaties adaxiallement, saillantes abaxiallement.

### Appareil reproducteur

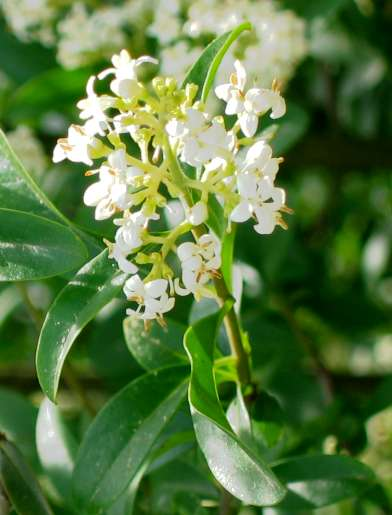
Inflorescence d'Oleacée en panicule.

Les inflorescences sont des panicules terminaux ou axillaires de 2 à 7,5 cm. Les fleurs sont blanches ou jaunes. Le pédicelle mesure de 1 à 3 mm. Les fleurs staminées ont un calice de 0,5 à 1 mm, avec des écailles peltées éparses. La corolle est blanche, de 1,5 à 2,5 mm avec des lobes ovales-orbiculaires de 0,5 à 0,7 mm. Les fleurs bisexuées ont un calice de 1 à 1,5 mm, une corolle de 2,5 à 3,5 mm avec des écailles peltées, les lobes ovales-orbiculaires de 1 à 1,5 mm.
Les fruits sont des drupes sont pourpre-noir ou pourpre-noir, ellipsoïdes, de 1,4 à 1,8 cm par 7 à 9 mm, avec 8 à 10 rides quand ils sont secs. La floraisons intervient en octobre-novembre et la fructification de novembre à avril.

### Répartition géographique
- En Chine, on le trouve dans les bois des vallées et le long des cours d'eau et les fourrés, en dessous de 700 m. On le rencontre dans la province de Guangdong et dans l'île de Hainan.

O* En Asie tropicale : Indochine (Laos, Vietnam).

## Synonymes
- Nom vietnamien : Ô liu hải nam.
- Synonyme : Tetrapilus hainanensis (Li) L. Johnson.

## Sources
Pour des articles plus généraux, voir Oleaceae et Olea.